# Église Sainte-Agathe de Vercel
Pour les articles homonymes, voir Église Sainte-Agathe et Sainte-Agathe.
L’église Sainte-Agathe de Vercel est une église du XVIIe siècle, protégée des monuments historiques, située à Vercel-Villedieu-le-Camp dans le département français du Doubs.

## Histoire
L'église, sous le vocable de sainte Agathe (probablement Agathe de Catane), est construite au XVIIe siècle, sur l'emplacement d'une église préexistante, ravagée par des incendies, comme en témoigne une des pierres du clocher datée de 1559. Les vitraux datent de 1865.
L'église Sainte-Agathe fait l’objet d’une inscription au titre des monuments historiques depuis le 20 juin 1941 et a été rénovée en 1997 pour l'extérieur et 1999 pour l'intérieur.

## Rattachement
L'église fait partie de la paroisse du Plateau de Valdahon (Valdahon) qui est rattachée au diocèse de Besançon.

## Mobilier
L'église renferme du mobilier protégé des monuments historiques en particulier des boiseries du XVIIIe siècle, classées à titre objet des monuments historiques en 1908, œuvre d'une famille d'ébénistes locaux, les Poyards. Ces ébénistes sont également les facteurs d'une chaire à prêcher datée de 1734, richement décorée, également classée en 1908. Un tableau du martyre de sainte Agathe, du XVIIIe siècle, classé en 1975 honore la sainte protectrice du lieu. Dans le chœur, le maître-autel est surmonté d'un retable coiffé d'une couronne de gloire composée d'anges et surmontée du Christ en croix, classé en 1928. Plusieurs autres éléments mobiliers notables sont présents dans l'église : autels latéraux classés en 1962,, confessionnaux inscrits en 1999, croix, tableaux, etc.